# Pannenkoekenijs

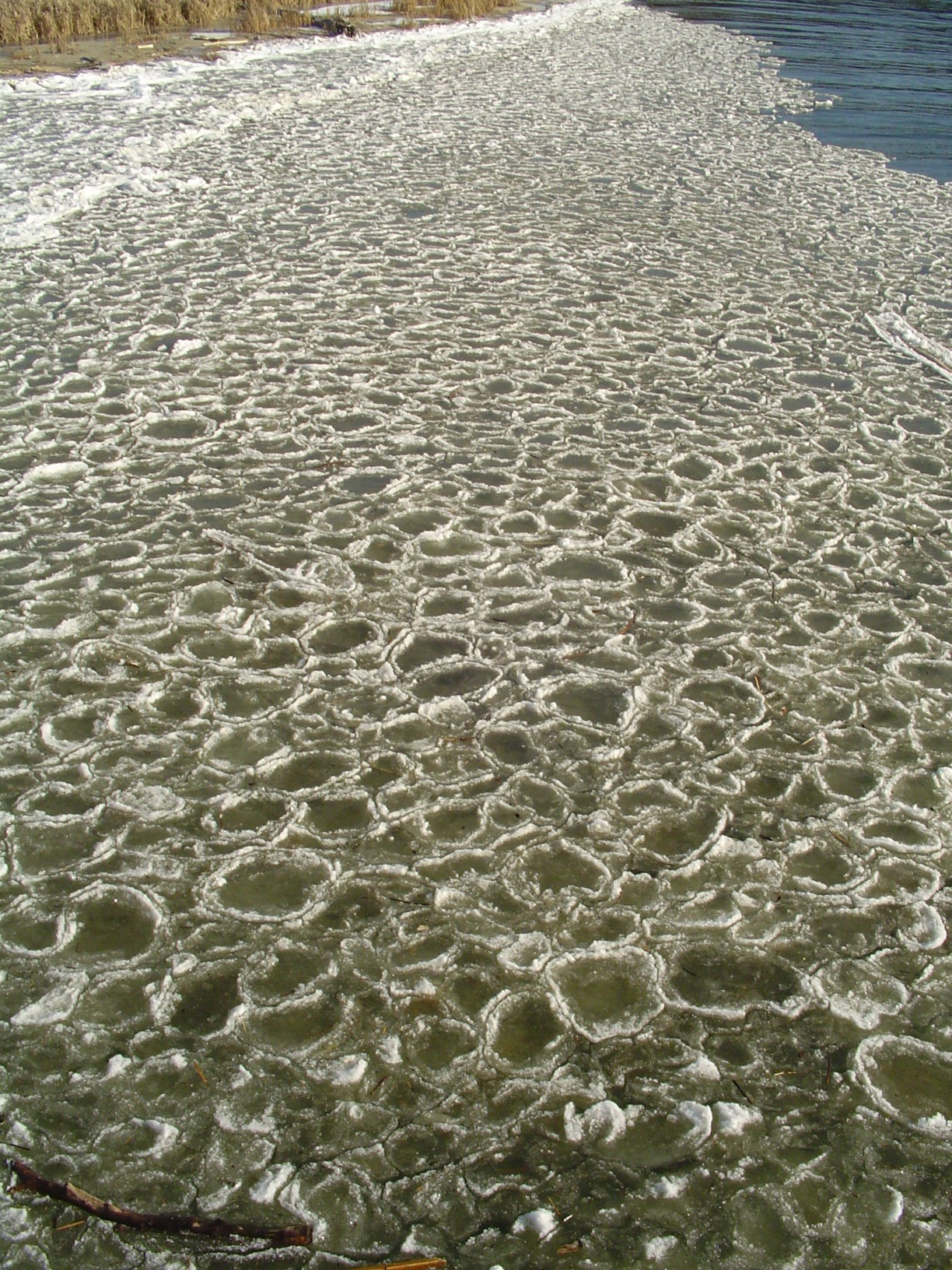
Pannenkoekenijs tegen kustlijn aangedreven

Pannenkoekenijs of ijspannenkoeken (Engels: pancake ice) is een vorm van ijs, die bestaat uit ronde ijsschijven met diameters tussen de 10 cm en 1 m, maar afhankelijk van de zee- cq. weercondities van de ijsformatie komen ook stukken rondijs met een diameter tot drie meter voor. De ronde ijsschollen hebben een dikte tot 10 cm.

## Vorming
De ijscirkels van pannenkoekenijs vertoont omhooggekomen boorden (randen) van nagenoeg uniforme hoogte vanaf enkele centimeters. Een boord is gevormd door opgestapeld gruisijs op de randen van de kleine, op pannenkoeken gelijkende ijsplaten wanneer ze met elkaar in botsing komen.
Pannenkoekenijs of pancake ice kan op twee manieren gevormd worden: ofwel op water dat bedekt is met een zekere mate aan vergruisd ijs; dan wel, door het breken van pakijs in bewegende omstandigheden.

## Pannenkoekenijs buiten de poolzeeën

### Europa
Pannenkoekenijs was gedurende de strenge winters ook in Nederland geen zeldzaam verschijnsel op grote oppervlaktewateren, zoals het IJsselmeer of de grote rivieren en bij stuwen, maar komt door de steeds zachtere winters nog maar zelden voor. Ook in België komt het bij extreme kou voor, maar is zeldzaam. In de gebieden in en om Europa, waar grote oppervlaktewateren en rivieren in de winters nog blootgesteld staan aan (zeer) lage temperaturen, is pannenkoekenijs ook tegenwoordig aanmerkelijk minder zeldzaam.

### Verenigde Staten en Canada
In de Verenigde Staten, waar extreem lage temperaturen – die grote oppervlaktewateren beïnvloeden – in de winters niet ongewoon zijn, is het verschijnsel dan ook veel minder zeldzaam, zoals op het grote Lake Michigan en zoals in december 2017 nog in een grote rivier in Grand Haven (Michigan). In het nog noordelijker gelegen Canada is het – behalve op diens arctische zeegebieden – op de grote meren (The Great Lakes) en aangrenzende rivieren nog minder zeldzaam.